# Badia del Buonsollazzo

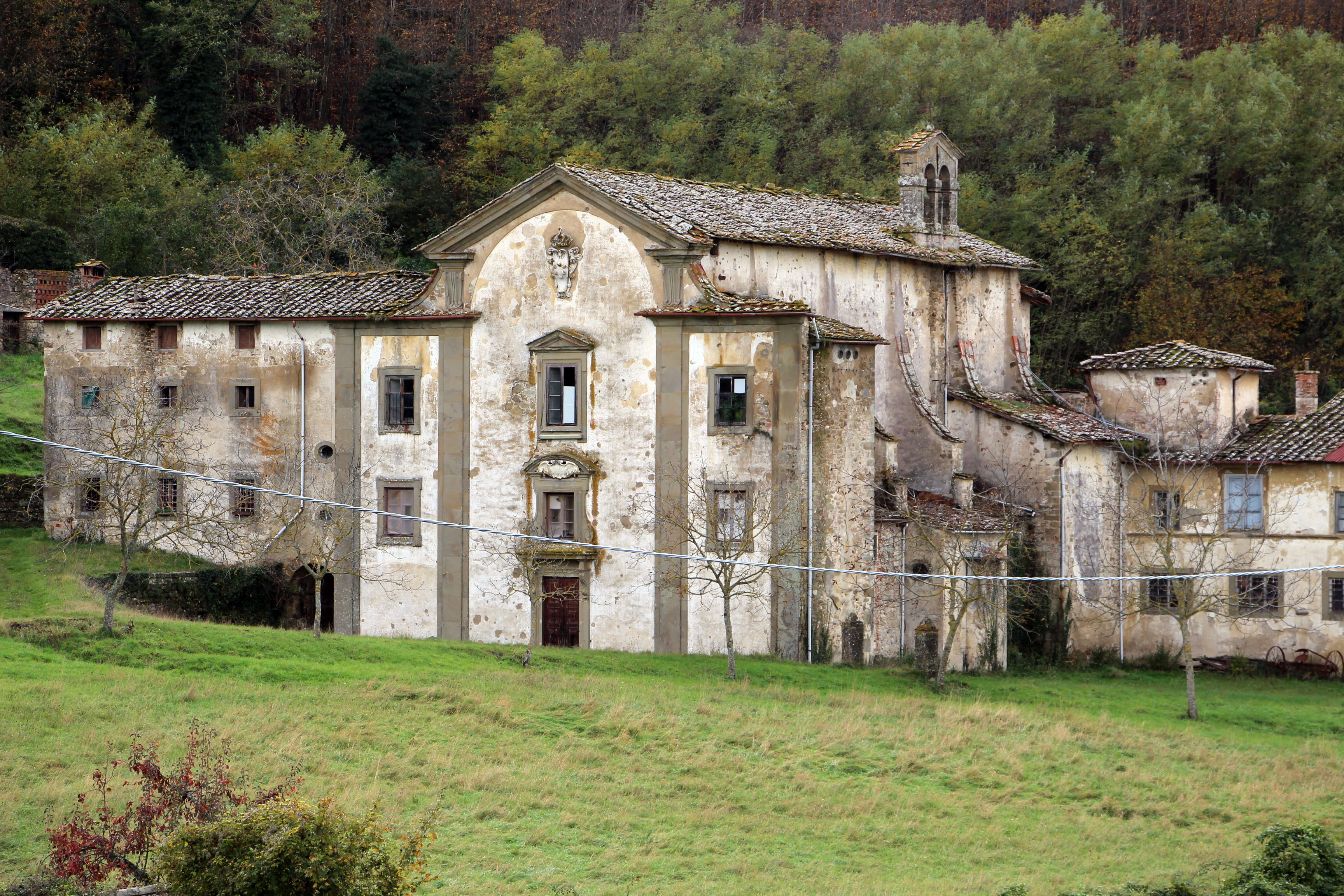
Badia del Buonsollazzo

La badia del Buonsollazzo (nota anche come monastero di San Bartolomeo) è una struttura religiosa, oggi chiusa, situata sul fianco settentrionale del Monte Senario, nel comune di Borgo San Lorenzo, in provincia di Firenze.
Il complesso si trova lungo la via della Tassaia, una strada comunale che dalla valle del torrente Faltona porta nella parallela valle del torrente Carza, collegando il paese di Polcanto a Vaglia, Bivigliano e al convento di Monte Senario.

## Storia
L'abbazia (il cui nome canonico è Sanctus Bartholomoeus de Bono-Solatio, cioè "ben soleggiata") risulta citata per la prima volta in documenti del 1084, ma secondo la tradizione venne edificata prima del 1000 dal marchese Ugo II di Toscana nel luogo dove ebbe una visione miracolosa che lo convertì.
Fu probabilmente fondata per i Benedettini da Gisla, figlia di Rodolfo (o Ridolfo) dei Ricasoli e moglie di Azzo di Pagano. Numerose donazioni incrementarono il patrimonio economico, specie negli anni 1106-1122. Documenti dei primi del Duecento attestano che l'abbazia era affidata al monastero di San Godenzo. Dopo un periodo di notevole prosperità, Buonsollazzo subì il disastro di un'amministrazione deplorevole, fino a che, rimasti cinque soli monaci, il vescovo di Firenze, Antonio d'Orso, vi introdusse nel 1320 i Cistercensi provenienti da San Salvatore a Settimo, che presero possesso della nuova abbazia il 4 gennaio 1321 sotto la guida dell'abate Bernardo Lamberteschi. I cinque monaci benedettini rimasero nell'abbazia adottando anche loro l'osservanza cistercense. Buonsollazzo, 701ª filiazione dell'abbazia di Clairvaux, rifiorì e si riconsolidò.
Nella seconda metà del XV secolo fu ceduta in commenda e subito dopo, nel 1497, entrò a far parte della Congregazione Cistercense di San Bernardo in Italia, inserita nella Provincia Toscana. Durante il Seicento due abati di Buonsollazzo furono anche presidenti generali della Congregazione.
Nel 1705 accettò la riforma dei Trappisti, favorita in tutti i modi dal granduca Cosimo III. Si trattò della prima esperienza trappista in Italia, dalla quale si diramò nel 1717 una colonia di monaci che si insediò nell'abbazia di Casamari. Nulla si conosce della struttura architettonica precedente, poiché Cosimo III fece abbattere l'antica chiesa e monastero e li ricostruì secondo le esigenze dei trappisti tra il 1707-1720. L'introduzione dei trappisti a Buonsollazzo non separò completamente l'abbazia dalla Provincia Toscana.
Il 2 agosto 1782 fu soppressa dal granduca Pietro Leopoldo. Il patrimonio economico ed il monastero furono venduti al marchese Sigismondo Lotteringhi Della Stufa, eccetto la chiesa, la sagrestia, il capitolo, il cimitero, alcune stanze per uso del curato ed un pezzo d'orto.
Nel 1877 i Camaldolesi ne presero possesso e vi insediarono un collegio per la formazione dei propri monaci. Nel 1990, dopo alcuni anni di sostanziale inutilizzo, alienarono la proprietà a privati, che ancora oggi la posseggono, in uno stato di semi-abbandono.

## Descrizione
L'attuale costruzione è assai diversa da quella originale, molto più vasta, della quale si notano gli avanzi del recinto. L'antica chiesa sorgeva dove ora è il prato e del primitivo chiostro dei Benedettini restano solo i capitelli e i pilastri incastrati nei muri.
Quando la badia passò ai Cistercensi il chiostro fu ricostruito con tre arcate sui tre lati interni e cinque su quello esterno, con colonne e capitelli quattrocenteschi.
La chiesa attuale, frutto delle ristrutturazioni dei primi del Settecento, fu edificata su progetto dell'architetto di corte Giovan Battista Foggini e mostra in facciata un grande stemma mediceo e una lapide dedicatoria. All'interno, sull'altare maggiore si trovano tre statue in stucco realizzate da Giuseppe Braccetti intorno al 1709.